# Nokia Networks

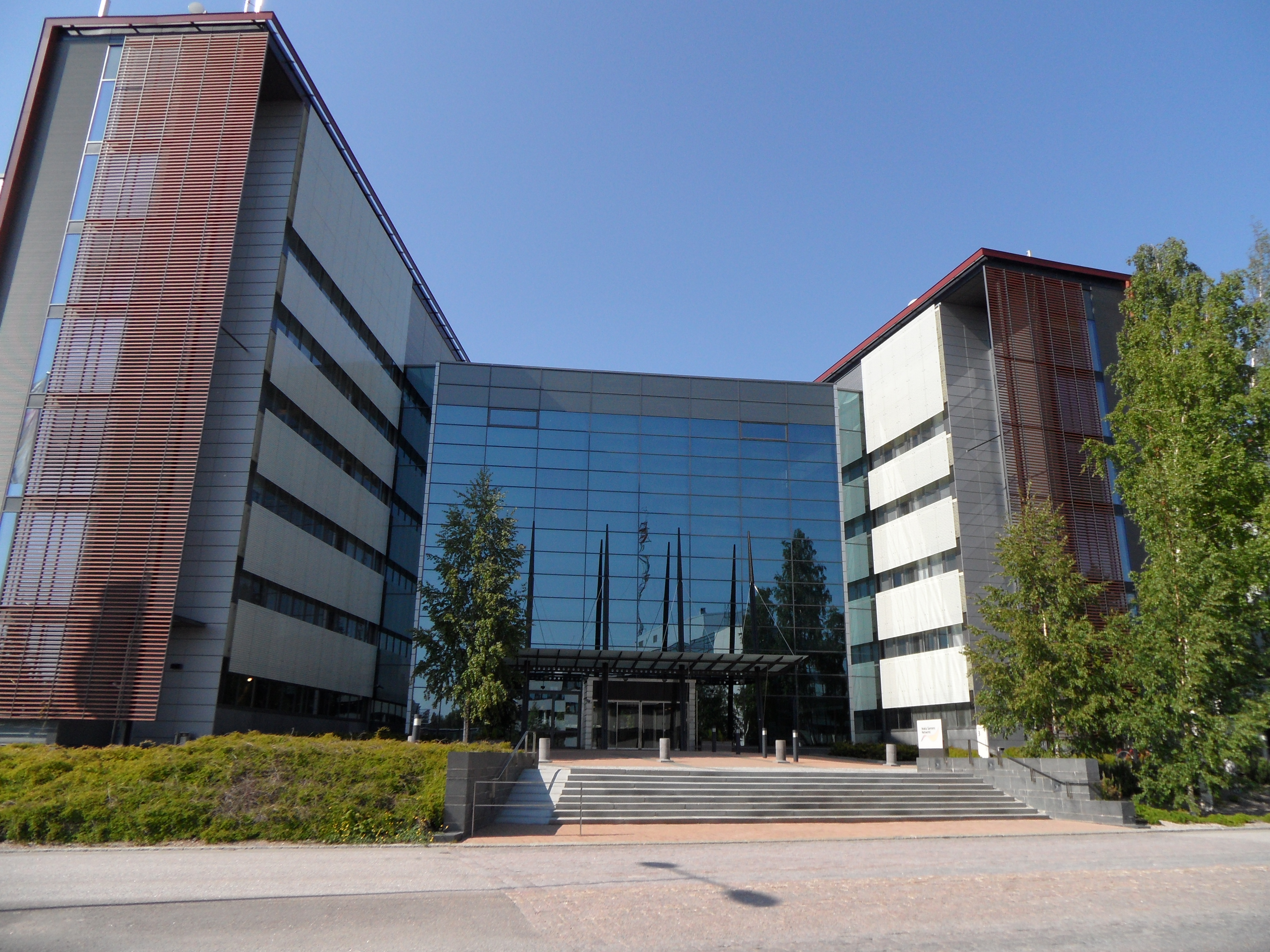

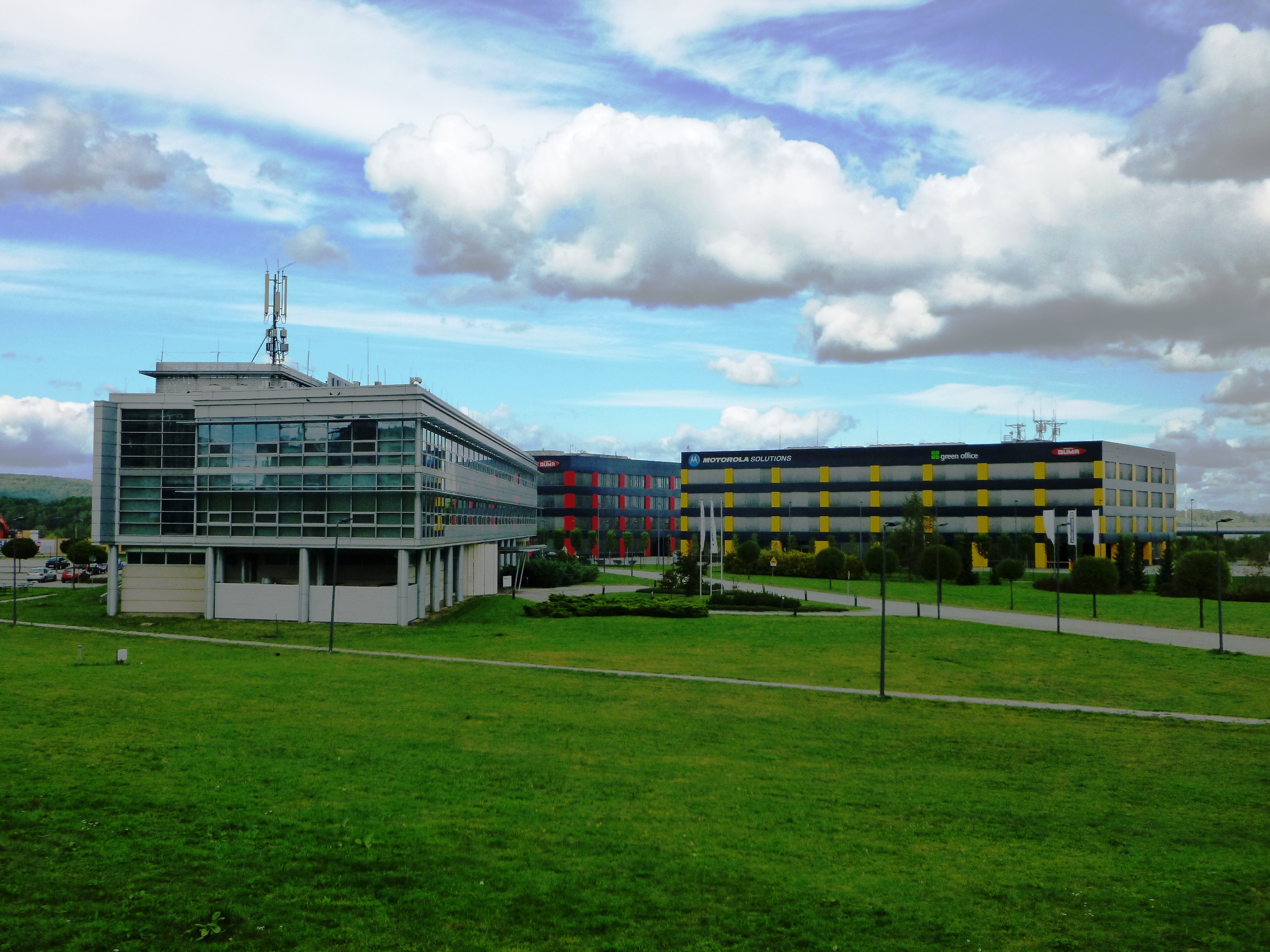
Centrum badawczo-rozwojowe firmy w Krakowskim Parku Technologicznym w Krakowie

Nokia Networks (wcześniej Nokia Solutions and Networks, a jeszcze wcześniej Nokia Siemens Networks) – jedno z największych na świecie przedsiębiorstw w branży telekomunikacyjnej dostarczających infrastrukturę i usługi. Oferuje pełną gamę technologii dla infrastruktury sieci mobilnych, stacjonarnych i konwergentnych, jak również profesjonalne usługi (doradztwo, integracja systemów, wdrożenia, utrzymanie, usługi zarządcze). Dostarcza rozwiązania dla ponad 80% największych przedsiębiorców telekomunikacyjnych (ang. Communications Service Provider – CSP, przykłady: Orange, T-Mobile, Vodafone).
Przedsiębiorstwo zatrudniało w listopadzie 2011 r. około 74 tys. pracowników w 150 krajach. Główną siedzibą przedsiębiorstwa jest Espoo (Finlandia).

## Historia
Przedsiębiorstwo powstało jako Nokia Siemens Networks – joint venture między działem COM koncernu Siemens AG (49,9% udziałów) i Network Business Group firmy Nokia Oyj (50,1% udziałów). Decyzja zapadła 19 czerwca 2006, oficjalna prezentacja nastąpiła podczas 3GSM World Congress w Barcelonie w lutym 2007 r., zaś oficjalną działalność spółka rozpoczęła 1 kwietnia 2007 roku.
W styczniu 2008 r. Nokia Siemens Networks przejęła izraelskie przedsiębiorstwo Atrica, producenta systemów infrastruktury dla miejskich sieci komputerowych.
W lutym 2009 r. spółka przejęła Apertio – brytyjskiego dostawcę narzędzi do zarządzania klientami w sieciach komórkowych.
Z kolei 20 kwietnia 2011 r. został przejęty dział Motoroli zajmujący się rozwojem i obsługą sieci bezprzewodowych. Do Nokia Siemens Networks dołączyło wówczas ok. 8000 pracowników przejętego działu.
Z końcem roku 2011 prezes Nokia Siemens Networks, Rajeev Suri, ogłosił plan transformacji i konieczność restrukturyzacji. Jednocześnie zapowiedziano koncentrację na rozwoju działów związanych z>. Nad większością wymienionych technologii pracuje się m.in. we Wrocławiu, Espoo (Finlandia) i Lizbonie (Portugalia).
W rezultacie tej restrukturyzacji NSN sprzedała w grudniu 2012 swój dział BSS (business support systems) kanadyjskiej spółce Redknee Solutions Inc. Liczące wówczas około 400 osób przedsiębiorstwo Redknee przejęło w pierwszym półroczu 2013 dział zatrudniający około 1200 pracowników w Bangalore, Berlinie i Wrocławiu.
1 lipca 2013 ogłoszono decyzję o wykupieniu przez Nokię za 1,7 miliarda euro całości udziałów Siemensa w Nokia Siemens Networks.
7 sierpnia 2013 Nokia Siemens Networks zmieniła nazwę na Nokia Solutions and Networks.
29 kwietnia 2014 Nokia Solutions and Networks zmieniła firmę na Nokia Networks.

## Profil działalności
Nokia Solutions and Networks jest partnerem ponad 600 dostawców usług komunikacyjnych.
Ocenia się, że obecnie około 1,5 mld abonentów korzysta z rozwiązań telekomunikacyjnych oraz infrastruktury zapewnianych pośrednio przez Nokia Solutions and Networks.
Przedsiębiorstwo optymalizuje swoje produkty pod kątem mniejszego zużycia zasobów sieciowych, co pozwala operatorom obniżyć koszty utrzymania, a zarazem innowacyjne rozwiązania sieciowe redukują pobór energii przez urządzenia użytkowników (telefony komórkowe, smartfony, palmtopy i inne urządzenia mobilne).
Nokia Solutions and Networks działa w następujących obszarach:
- Network Systems (NWS): dział zajmujący się rozwojem technologicznym Flexi BTS (stacji przekaźnikowych), warstwą kontroli WCDMA, warstwą kontroli i użytkownika LTE, rozwojem modułów radiowych, inżynierią sieciową oraz ustalaniem specyfikacji systemowej i jednostkowej;
- Business Solutions (BSO): pracuje nad rozwojem systemów wsparcia operacyjnego (ang. OSS, Operations Support Systems), systemów zarządzania konfiguracją sieci, platform programistycznych; weryfikacją systemów oraz rozwojem systemów zarządzania płatnościami i obsługi klienta;
- Customer Operations (CO): dział zarządzający projektami klienckimi, inżynierią wymagań oraz dostawami produktów i rozwiązań, a także budowaniem relacji z klientami;
- Global Services (GS): wspiera dostarczane narzędzia, zarządza serwisami;
- Biuro Chief Technology Office (CTO): prowadzi badania technologii radiowych, zajmuje się standaryzacją 3GPP, LTE i LTE-Advanced.

Działy związane z badaniami i rozwojem mają wydzielone odpowiednie komórki:
- specjalizujące się w tworzeniu i dostarczaniu dokumentacji produktów;
- zarządzania programami i produktami;
- ds. wsparcia technicznego.

Działy R&D sukcesywnie wprowadzają metodykę prowadzenia projektów Scrum opierając się na technice Test-driven development (TDD).

## Portfolio
Produkty:
- urządzenia 5G
- urządzenia 4G (WiMAX oraz LTE);
- łączność szerokopasmowa (m.in. switche, IP connectivity, technologie mikrofalowe);
- systemy wsparcia biznesowego (ang. Business Support Systems);
- sieci konwergentne (m.in. zarządzanie danymi abonentów);
- sieci dedykowane;
- mobilna łączność szerokopasmowa (ang. Mobile Broadband) (m.in. 3G WCDMA/HSPA, CDMA, GSM, Internet HSPA, Long Term Evolution (LTE), Self Organizing Networks Suite, sieci przyjazne urządzeniom typu smartfon, WiMAX);
- zarządzanie sieciami OSS (ang. Operations Support Systems) (m.in. zarządzanie łącznością i konfiguracją OSS).

Rozwiązania w dziedzinach:
- łączności szerokopasmowej i przesyłania danych;
- sieci szkieletowych (ang. Core Networks);
- zarządzania usługami i kontroli płatności;
- dostępu bezprzewodowego;
- zarządzania zasobami sieciowymi.

Usługi:
- implementacja rozwiązań sieciowych;
- obsługa posprzedażowa i wsparcie techniczne;
- serwisy zarządzane;
- rozwiązania energetyczne;
- globalne dostarczanie usług;
- integracja rozwiązań z zastanymi aplikacjami i systemami;
- bezpieczeństwo danych;
- konsulting;
- szkolenia.

## Nokia Solutions and Networks w Polsce
Siedziba główna firmy w Polsce mieści się we Wrocławiu. Polski oddział Nokia Solutions and Networks zatrudnia ok. 7 tys. pracowników, będąc tym samym największym pracodawcą branży ICT w Polsce.
Miasta z siedzibami Nokii Solutions and Networks w Polsce:
- Wrocław: największy ośrodek w Polsce, ok. 80% pracowników zatrudnionych w działach badawczo-rozwojowych (R&D); Wrocławskie centrum technologiczne Nokii pełni kluczową funkcję w strukturze całej korporacji, o czym świadczą liczby oraz ranga projektów prowadzonych we Wrocławiu. Jest jednym z trzech największych centrów technologicznych Nokii na świecie i jedną z dwóch jednostek firmy zajmujących się głównie rozwojem oprogramowania. Programiści z TC Wrocław uczestniczą zarówno w procesie wytwarzania produktów, jak i rozwoju technologii, począwszy od koncepcji aż po procesy wdrożenia. Są to projekty międzynarodowe, wymagające współpracy z oddziałami z najbardziej odległych zakątków świata. Europejskie Centrum Oprogramowania i Inżynierii we Wrocławiu powstało w 2000 roku, zatrudniając wówczas 10 pracowników. Od tej pory wiele się zmieniło. Dzisiaj jest to największa instytucja badawczo-rozwojowa w sektorze ICT w Polsce. W 2013 roku zatrudniała ponad 1800 pracowników, w 2015 roku liczba pracowników wzrosła do ponad 2800 i wciąż poszukiwani są nowi specjaliści[21].
- Warszawa
- Kraków
- Bydgoszcz